# 厚頭脂鯉
厚頭脂鯉，為輻鰭魚綱脂鯉目脂鯉亞目脂鯉科的其中一個種。它们分布於南美洲巴西聖保羅沿岸至巴拉那河流域，體長可達3.8公分，棲息在底中層水域，生活習性不明。